# Якоб Мільман
Якоб (Джейкоб) Мільман (17 травня 1911, Новоград-Волинський, Україна —22 травня 1991, Лонгбоут-Кей, штат Флорида, США) — американський професор в галузі електротехніки Колумбійського університету.

## Навчання
Разом із батьками Джейкоб Мільман в 1913 році емігрував до Сполучених Штатів Америки, де він у 1935 році здобув звання доктора філософії (Ph.D.)

## Нагороди
У 1970 році Я.Мільман був нагороджений медаллю IEEE Education Medal.

## Смерть
Некролог про смерть Я. Мільмана був опублікований в New York Times за 24 травня 1991 року.